# Johnny Palacios
Johnny Eulogio Palacios Suazo (La Ceiba, 20 dicembre 1986) è un calciatore honduregno, difensore del Club Deportivo Olimpia.

## Carriera
Partecipa ai Mondiali di Sudafrica 2010 e consente alla Nazionale centro-americana di avere tre fratelli convocati contemporaneamente allo stesso Mondiale (oltre a Johnny fanno infatti parte della rosa anche Jerry Palacios e Wilson Palacios). Anche un altro fratello, Milton è un calciatore che ha militato in Nazionale.

## Palmarès

### Club

#### Competizioni internazionali
- CONCACAF League: 1

CD Olimpia: 2017